# Claterna ochreoplaga
Claterna ochreoplaga är en fjärilsart som beskrevs av Pierre E.L. Viette 1966. Claterna ochreoplaga ingår i släktet Claterna och familjen nattflyn. Inga underarter finns listade i Catalogue of Life.